# آتشکده نطنز
آتشکده ساسانی کوشک (نطنز) مربوط به دوره ساسانیان است و در قصبه(مرکز شهر) نطنز، خیابان مالک اشتر، کوی مسجد جامع، محله کوشک واقع شده‌است. آتشکده ساسانی نطنز که یکی از آتشکده‌های چهارطاقی متعلق به دوره ساسانی است، از مهمترین محورهای گردشگری این شهرستان محسوب می‌شود و در راستای محله باستانی کوشک، مسجد جامع، حسینیه تاریخی، گذر تاریخی و بازار سرپوشیده نطنز واقع شده‌است.

## ساختار بنا
چهارطاقی در محوطه‌ای در حدود ۱۲۲ متر ایجاد شده‌است و از چهارتاق، چهار جرز آن بر روی دو سکو، که یکی بر فراز دیگری ساخته شده دیده می‌شود که ارتفاع مجموع دو سکو ۱۵/۲ متر و ابعاد حرزها ۶۷/۲ در ۷۸/۲ است و هر کدام پس نشستگی به ابعاد ۶۷ سانتیمتر دارد و بر روی آن در قسمت ساقه گنبد، گوشواره واقع شده‌است.
تنها ستون‌های ۴ گانه و طاق جنوبی و اندکی از لبه گنبد این آتشکده باستانی هنوز پابرجاست و سه طاق دیگر و سقف آتشکده بر اثر عدم رسیدگی سقوط کرده‌است. سالم‌ترین قسمت بنا ضلع جنوبی آن است که در آنجا دو گوشواره از چهارتاق، و یکی از تاقهای چهارگانه باقی مانده‌است.

## مصالح بنا
آتشکده یا چارتاقی نطنز از مصالحی همچون قلوه سنگ رودخانه‌ای و ملات گچ و خاک ساخته شده‌است. برای کلاف کشی تاق‌ها الوار چوبی به کار رفته و از اندود گچ و کاهگل در پوشش بنا استفاده گردیده‌است و از سنگ‌های رودخانه در اندازه‌های بزرگ و مختلف و گل و گچ ساخته‌شده و بر تخت گاهی به ارتفاع ۲ متر قرارگرفته که اسکلت آن هنوز سالم و مشخص‌کننده قدمت بناست و سطح داخلی بنا دارای پوشش گچی بوده و برخی ستون‌ها نیز دارای پوششی خاص از گچ و گل می‌باشد.

## ثبت ملی
این اثر در تاریخ ۱۸ تیر ۱۳۱۱ با شمارهٔ ثبت ۱۸۷ به‌عنوان یکی از آثار ملی ایران به ثبت رسیده‌است.

## نگارخانه

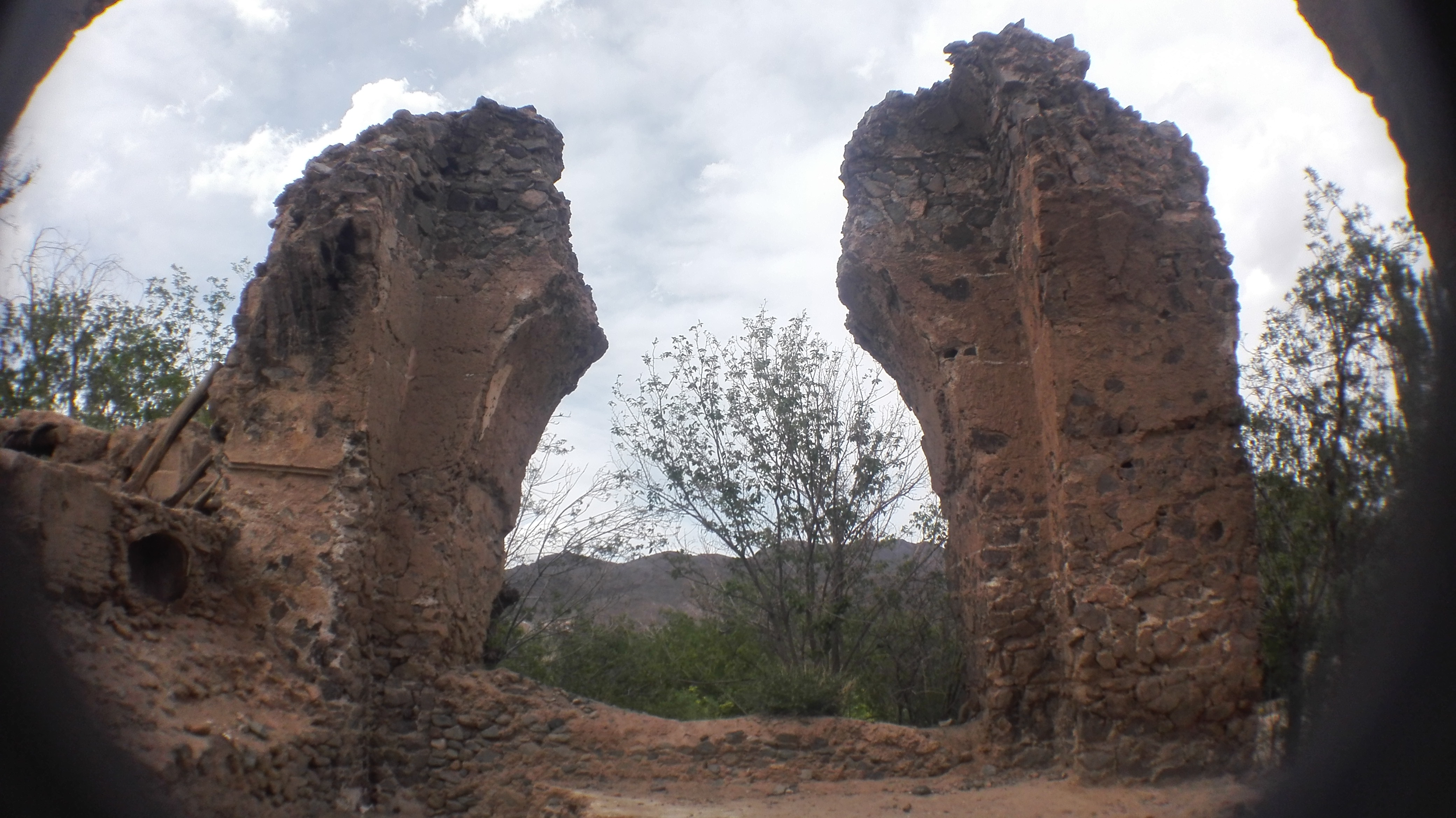
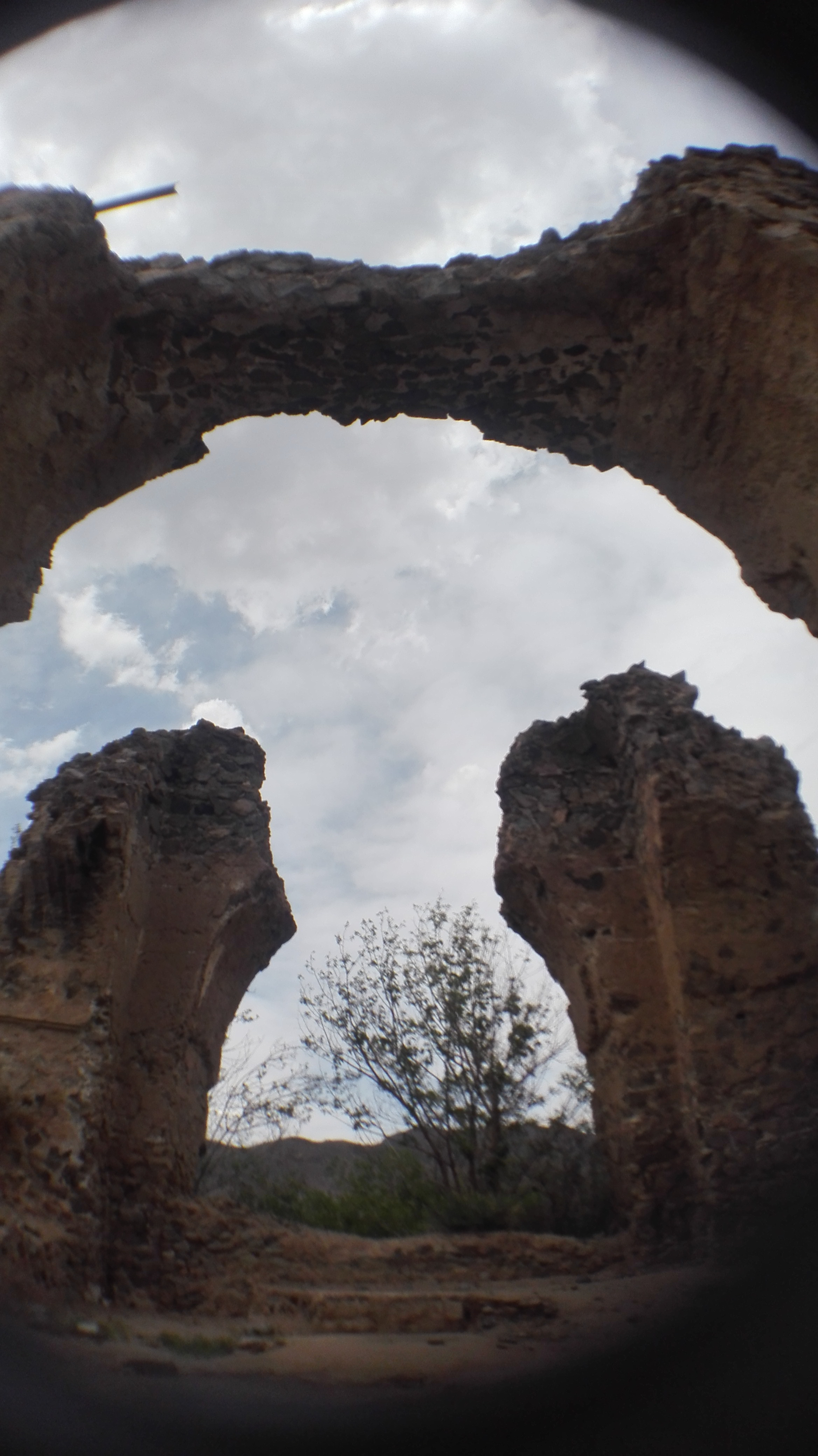
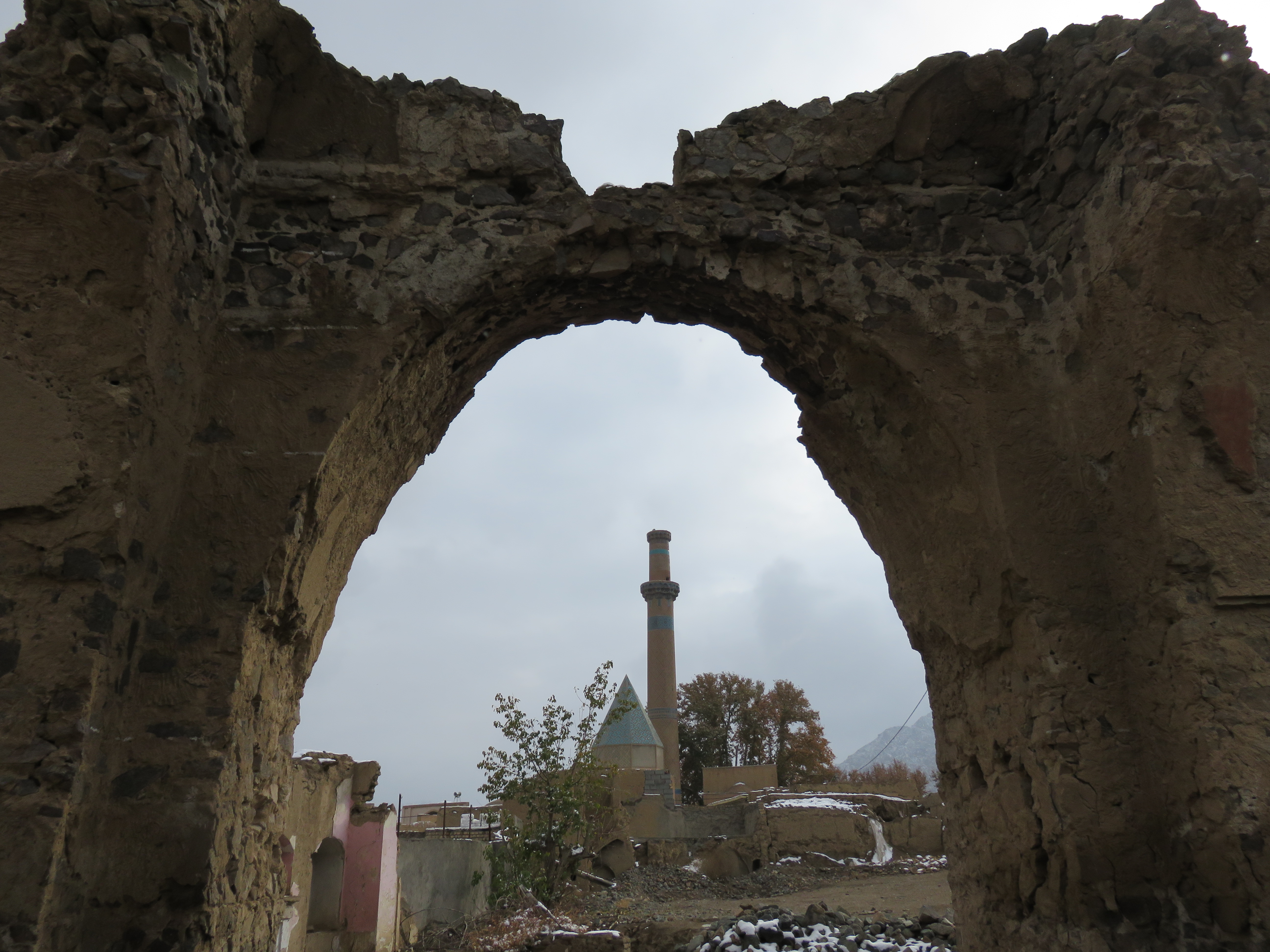
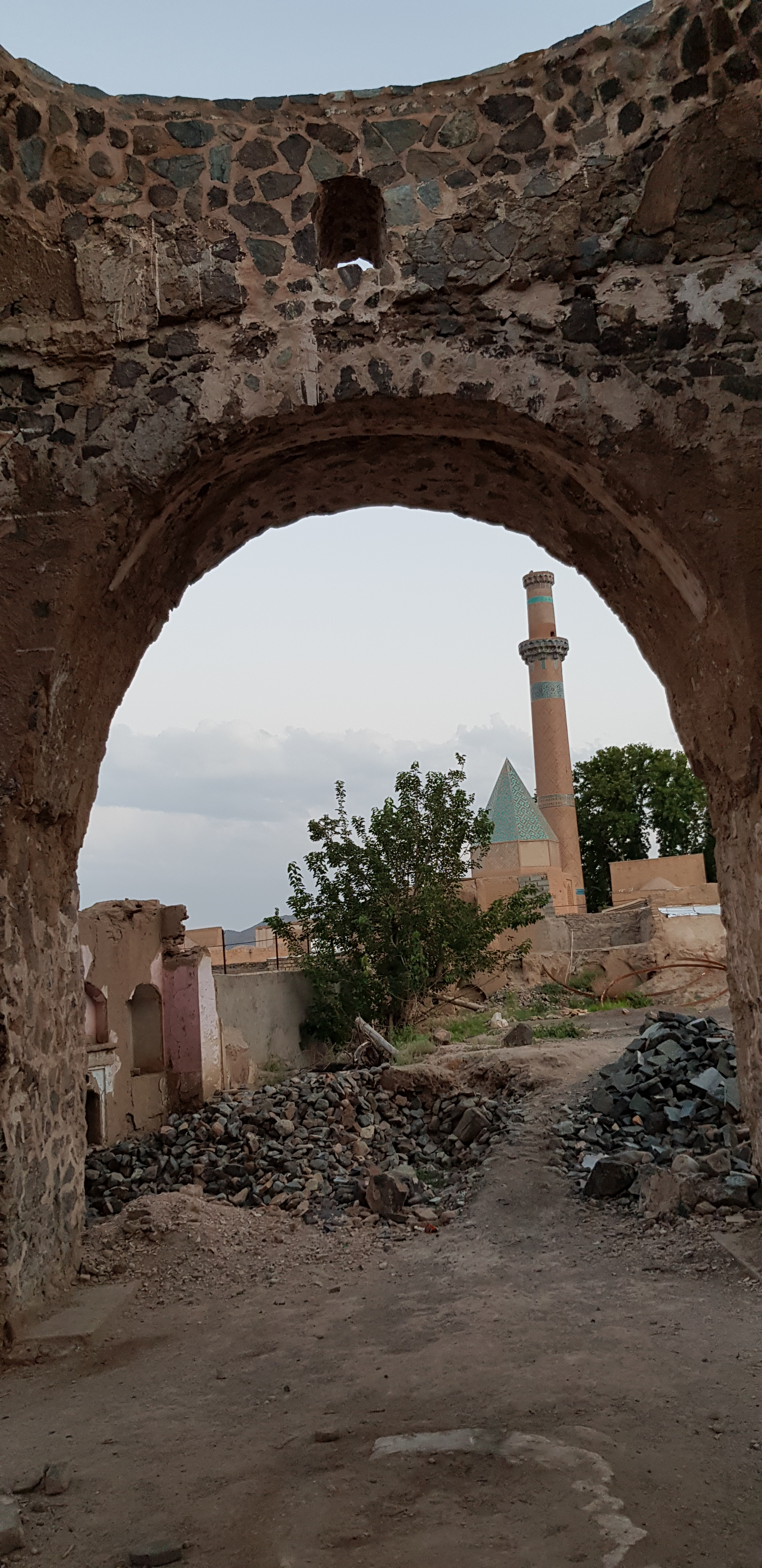
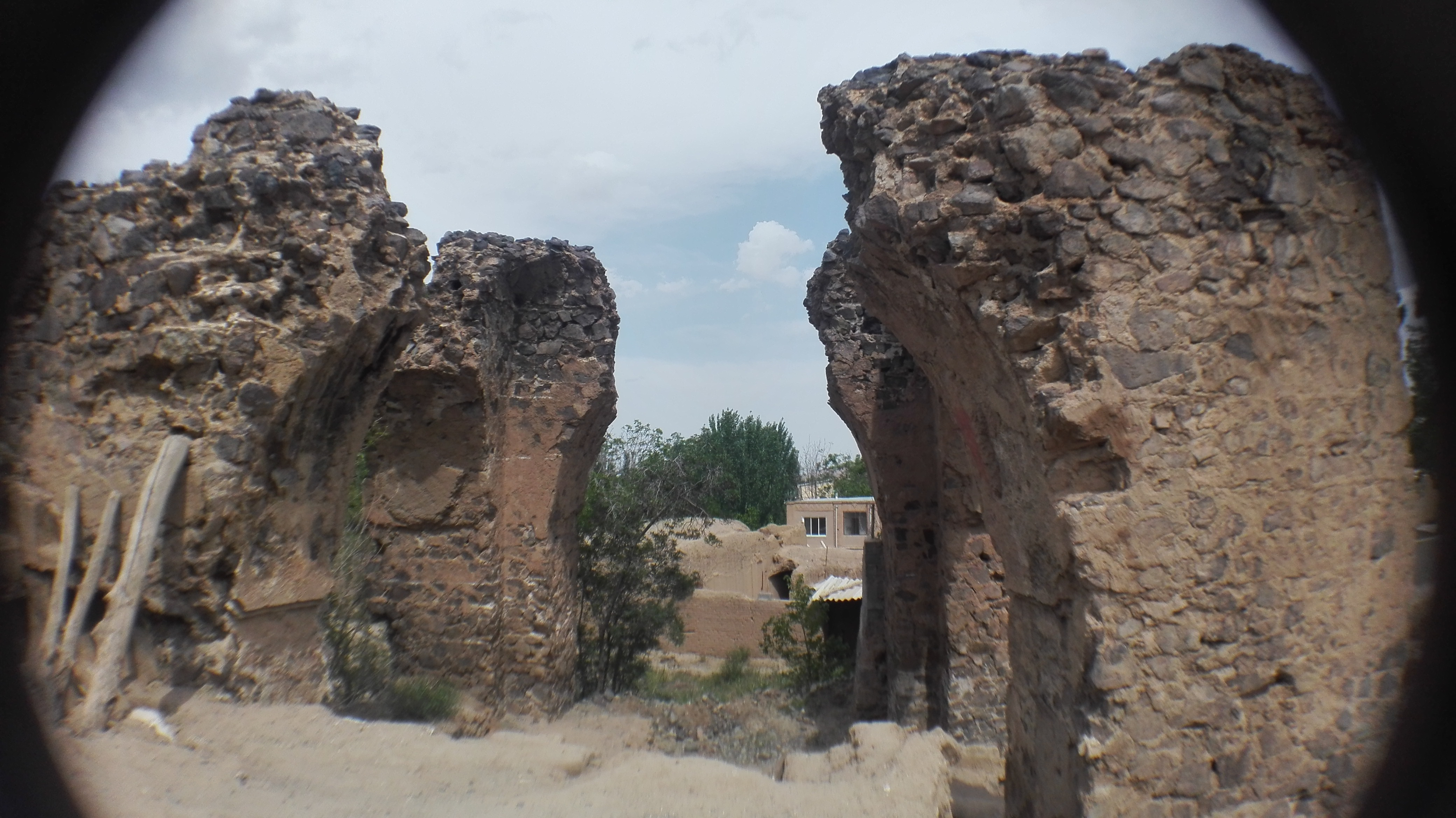